# Војводство Салцбург
Војводство Салцбург је назив за једну од земаља у саставу Аустријског царства и Аустроугарске монархије. Постојала је од 1849. године до 1918. године и заузимала је простор данашње аустријске покрајине Салцбург. Управно седиште се налазило у граду Салцбург, а већинско становништво су били Немци. 